# Ronde van Wallonië 2021
De 48e editie van de Ronde van Wallonië was een meerdaagse wielerwedstrijd in Wallonië. De ronde ging op 20 juli 2021 van start in Genepiën en eindigde op 24 juli 2021 in Quaregnon. Het maakte deel uit van de UCI ProSeries.

## Deelnemende ploegen
Er namen dertien UCI WorldTeams, zeven UCI ProTeams en vijf continentale teams deel.
| WorldTeam | ProTeam | Continentaal                                                                                         |
| --- | --- | --- |
| AG2R-Citroën BORA-hansgrohe Cofidis Deceuninck–Quick-Step EF Education-Nippo Groupama-FDJ Intermarché-Wanty-Gobert Matériaux Israel Start-Up Nation Lotto Soudal Team Jumbo-Visma Team Qhubeka NextHash Trek-Segafredo UAE Team Emirates | Alpecin-Fenix Arkéa-Samsic B&B Hotels p/b KTM Bingoal Pauwels Sauces WB Sport Vlaanderen-Baloise Team TotalEnergies Uno-X Pro Cycling Team | Baloise - Trek Lions Hagens Berman Axeon Pauwels Sauzen-Bingoal Riwal Cycling Team Tarteletto-Isorex |

## Etappe-overzicht
| Etappe | Datum   | Start              | Finish       | Type                 | Afstand   | Winnaar           | Ploeg                 | Klassementsleider |
| ------ | ------- | ------------------ | ------------ | -------------------- | --------- | ----------------- | --------------------- | ----------------- |
| 1      | 20 juli | Genepiën           | Héron        | Heuvelrit            | 185,7     | Dylan Groenewegen | Team Jumbo-Visma      | Dylan Groenewegen |
| 2      | 21 juli | Verviers Zolder    | Herve Zolder | Heuvelrit Vlakke rit | 184 120   | Fabio Jakobsen    | Deceuninck–Quick-Step | Dylan Groenewegen |
| 3      | 22 juli | Plombières Weismes | Érezée       | Heuvelrit            | 179,9 177 | Quinn Simmons     | Trek-Segafredo        | Quinn Simmons     |
| 4      | 23 juli | Neufchâteau        | Fleurus      | Heuvelrit            | 206       | Dylan Groenewegen | Team Jumbo-Visma      | Quinn Simmons     |
| 5      | 24 juli | Dinant             | Quaregnon    | Heuvelrit            | 183,1     | Fabio Jakobsen    | Deceuninck–Quick-Step | Quinn Simmons     |

## Etappe-uitslagen

### Eerste etappe
| Genepiën – Héron (185,7 km) |                    |                           |          |
| Plaats                      | Naam               | Ploeg                     | Tijd     |
| Winnaar                     | Dylan Groenewegen  | Team Jumbo-Visma          | 4u21'36" |
| 2                           | Hugo Hofstetter    | Israel Start-Up Nation    | z.t.     |
| 3                           | Gianni Vermeersch  | Alpecin-Fenix             | z.t.     |
| 4                           | Alexander Kristoff | UAE Team Emirates         | z.t.     |
| 5                           | Rui Oliveira       | UAE Team Emirates         | z.t.     |
| 6                           | Amaury Capiot      | Arkéa-Samsic              | z.t.     |
| 7                           | Fernando Gaviria   | UAE Team Emirates         | z.t.     |
| 8                           | Piet Allegaert     | Cofidis                   | z.t.     |
| 9                           | Giacomo Nizzolo    | Team Qhubeka NextHash     | z.t.     |
| 10                          | Milan Menten       | Bingoal Pauwels Sauces WB | z.t.     |

| Algemeen klassement |                     |                                    |          |
| Plaats              | Naam                | Ploeg                              | Tijd     |
| Oranje trui         | Dylan Groenewegen   | Team Jumbo-Visma                   | 4u21'26" |
| 2                   | Hugo Hofstetter     | Israel Start-Up Nation             | + 4"     |
| 3                   | Dries De Bondt      | Alpecin-Fenix                      | z.t.     |
| 4                   | Gianni Vermeersch   | Alpecin-Fenix                      | + 6"     |
| 5                   | Jenthe Biermans     | Israel Start-Up Nation             | + 7"     |
| 6                   | Stan Dewulf         | AG2R-Citroën                       | + 8"     |
| 7                   | Quinten Hermans     | Intermarché-Wanty-Gobert Matériaux | + 9"     |
| 8                   | Baptiste Planckaert | Intermarché-Wanty-Gobert Matériaux | z.t.     |
| 9                   | Tom Paquot          | Bingoal Pauwels Sauces WB          | z.t.     |
| 10                  | Alexander Kristoff  | UAE Team Emirates                  | + 10"    |

### Tweede etappe
| Verviers – Herve (184 km) Zolder – Zolder (120 km) |                  |                                    |          |
| Plaats                                             | Naam             | Ploeg                              | Tijd     |
| Winnaar                                            | Fabio Jakobsen   | Deceuninck–Quick-Step              | 2u34'42" |
| 2                                                  | Fernando Gaviria | UAE Team Emirates                  | z.t.     |
| 3                                                  | Amaury Capiot    | Arkéa-Samsic                       | z.t.     |
| 4                                                  | Piet Allegaert   | Cofidis                            | z.t.     |
| 5                                                  | Andrea Pasqualon | Intermarché-Wanty-Gobert Matériaux | z.t.     |
| 6                                                  | Marc Sarreau     | AG2R-Citroën                       | z.t.     |
| 7                                                  | Giacomo Nizzolo  | Team Qhubeka NextHash              | z.t.     |
| 8                                                  | Alexis Renard    | Israel Start-Up Nation             | z.t.     |
| 9                                                  | Stefano Oldani   | Lotto Soudal                       | z.t.     |
| 10                                                 | John Degenkolb   | Lotto Soudal                       | z.t.     |

| Algemeen klassement |                   |                                    |          |
| Plaats              | Naam              | Ploeg                              | Tijd     |
| Oranje trui         | Dylan Groenewegen | Team Jumbo-Visma                   | 6u56'08" |
| 2                   | Fabio Jakobsen    | Deceuninck–Quick-Step              | z.t.     |
| 3                   | Fernando Gaviria  | UAE Team Emirates                  | + 4"     |
| 4                   | Hugo Hofstetter   | Israel Start-Up Nation             | z.t.     |
| 5                   | Quinten Hermans   | Intermarché-Wanty-Gobert Matériaux | z.t.     |
| 6                   | Dries De Bondt    | Alpecin-Fenix                      | z.t.     |
| 7                   | Erik Resell       | Uno-X Pro Cycling Team             | + 5"     |
| 8                   | Amaury Capiot     | Arkéa-Samsic                       | + 6"     |
| 9                   | Gianni Vermeersch | Alpecin-Fenix                      | z.t.     |
| 10                  | Jenthe Biermans   | Israel Start-Up Nation             | + 7"     |

### Derde etappe
| Plombières – Érezée (179,9 km) Weismes – Érezée (177 km) |                  |                           |          |
| Plaats                                                   | Naam             | Ploeg                     | Tijd     |
| Winnaar                                                  | Quinn Simmons    | Trek-Segafredo            | 4u07'19" |
| 2                                                        | Stan Dewulf      | AG2R-Citroën              | + 1"     |
| 3                                                        | Alexis Renard    | Israel Start-Up Nation    | + 13"    |
| 4                                                        | Fernando Barceló | Cofidis                   | z.t.     |
| 5                                                        | Pascal Eenkhoorn | Team Jumbo-Visma          | z.t.     |
| 6                                                        | Maxim Van Gils   | Lotto Soudal              | + 17"    |
| 7                                                        | Alessandro Covi  | UAE Team Emirates         | + 25"    |
| 8                                                        | Tim Wellens      | Lotto Soudal              | z.t.     |
| 9                                                        | Milan Menten     | Bingoal Pauwels Sauces WB | z.t.     |
| 10                                                       | Amaury Capiot    | Arkéa-Samsic              | z.t.     |

| Algemeen klassement |                  |                                    |           |
| Plaats              | Naam             | Ploeg                              | Tijd      |
| Oranje trui         | Quinn Simmons    | Trek-Segafredo                     | 11u03'27" |
| 2                   | Stan Dewulf      | AG2R-Citroën                       | + 3"      |
| 3                   | Alexis Renard    | Israel Start-Up Nation             | + 19"     |
| 4                   | Fernando Barceló | Cofidis                            | + 23"     |
| 5                   | Pascal Eenkhoorn | Team Jumbo-Visma                   | z.t.      |
| 6                   | Quinten Hermans  | Intermarché-Wanty-Gobert Matériaux | + 26"     |
| 7                   | Maxim Van Gils   | Lotto Soudal                       | + 27"     |
| 8                   | Amaury Capiot    | Arkéa-Samsic                       | + 31"     |
| 9                   | Jenthe Biermans  | Israel Start-Up Nation             | + 32"     |
| 10                  | Juan Pedro López | Trek-Segafredo                     | z.t.      |

### Vierde etappe
| Neufchâteau – Fleurus (206 km) |                   |                           |          |
| Plaats                         | Naam              | Ploeg                     | Tijd     |
| Winnaar                        | Dylan Groenewegen | Team Jumbo-Visma          | 4u55'16" |
| 2                              | Giacomo Nizzolo   | Team Qhubeka NextHash     | z.t.     |
| 3                              | Fernando Gaviria  | UAE Team Emirates         | z.t.     |
| 4                              | Luca Mozzato      | B&B Hotels p/b KTM        | z.t.     |
| 5                              | Quinn Simmons     | Trek-Segafredo            | z.t.     |
| 6                              | Gianni Vermeersch | Alpecin-Fenix             | z.t.     |
| 7                              | Amaury Capiot     | Arkéa-Samsic              | z.t.     |
| 8                              | Stefano Oldani    | Lotto Soudal              | z.t.     |
| 9                              | Florian Sénéchal  | Deceuninck–Quick-Step     | z.t.     |
| 10                             | Milan Menten      | Bingoal Pauwels Sauces WB | z.t.     |

| Algemeen klassement |                       |                                    |           |
| Plaats              | Naam                  | Ploeg                              | Tijd      |
| Oranje trui         | Quinn Simmons         | Trek-Segafredo                     | 15u58'43" |
| 2                   | Stan Dewulf           | AG2R-Citroën                       | + 3"      |
| 3                   | Alexis Renard         | Israel Start-Up Nation             | + 19"     |
| 4                   | Fernando Barceló      | Cofidis                            | + 23"     |
| 5                   | Pascal Eenkhoorn      | Team Jumbo-Visma                   | z.t.      |
| 6                   | Quinten Hermans       | Intermarché-Wanty-Gobert Matériaux | + 26"     |
| 7                   | Maxim Van Gils        | Lotto Soudal                       | + 27"     |
| 8                   | Amaury Capiot         | Arkéa-Samsic                       | + 31"     |
| 9                   | Eliot Lietaer         | B&B Hotels p/b KTM                 | z.t.      |
| 10                  | Fabio Van Den Bossche | Sport Vlaanderen-Baloise           | + 32"     |

### Vijfde etappe
| Dinant – Quaregnon (183,1 km) |                    |                           |          |
| Plaats                        | Naam               | Ploeg                     | Tijd     |
| Winnaar                       | Fabio Jakobsen     | Deceuninck–Quick-Step     | 4u32'31" |
| 2                             | Rüdiger Selig      | BORA-hansgrohe            | z.t.     |
| 3                             | Milan Menten       | Bingoal Pauwels Sauces WB | z.t.     |
| 4                             | Luca Mozzato       | B&B Hotels p/b KTM        | z.t.     |
| 5                             | Amaury Capiot      | Arkéa-Samsic              | z.t.     |
| 6                             | Jake Stewart       | Groupama-FDJ              | z.t.     |
| 7                             | Alexander Kristoff | UAE Team Emirates         | z.t.     |
| 8                             | Rasmus Tiller      | Uno-X Pro Cycling Team    | z.t.     |
| 9                             | Nick van der Lijke | Riwal Cycling Team        | z.t.     |
| 10                            | Stefano Oldani     | Lotto Soudal              | z.t.     |

| Algemeen klassement |                  |                                    |           |
| Plaats              | Naam             | Ploeg                              | Tijd      |
| Oranje trui         | Quinn Simmons    | Trek-Segafredo                     | 20u31'13" |
| 2                   | Stan Dewulf      | AG2R-Citroën                       | + 4"      |
| 3                   | Alexis Renard    | Israel Start-Up Nation             | + 20"     |
| 4                   | Fernando Barceló | Cofidis                            | + 24"     |
| 5                   | Pascal Eenkhoorn | Team Jumbo-Visma                   | z.t.      |
| 6                   | Quinten Hermans  | Intermarché-Wanty-Gobert Matériaux | + 27"     |
| 7                   | Maxim Van Gils   | Lotto Soudal                       | + 28"     |
| 8                   | Sean Quinn       | Hagens Berman Axeon                | + 31"     |
| 9                   | Amaury Capiot    | Arkéa-Samsic                       | + 32"     |
| 10                  | Milan Menten     | Bingoal Pauwels Sauces WB          | z.t.      |

## Klassementenverloop
| Etappe      | Algemeen klassement | Puntenklassement  | Bergklassement     | Sprintklassement | Jongerenklassement | Ploegenklassement | Strijdlust       |
| ----------- | ------------------- | ----------------- | ------------------ | ---------------- | ------------------ | ----------------- | ---------------- |
| 1           | Dylan Groenewegen   | Dylan Groenewegen | Tom Paquot         | Dries De Bondt   | Stan Dewulf        | niet uitgereikt   | Alexis Gougeard  |
| 2           | Dylan Groenewegen   | Dylan Groenewegen | Tom Paquot         | Dries De Bondt   | Juan Pedro López   | UAE Team Emirates | Dries De Bondt   |
| 3           | Quinn Simmons       | Quinn Simmons     | Florian Vermeersch | Quinten Hermans  | Quinn Simmons      | Trek-Segafredo    | Tom Van Asbroeck |
| 4           | Quinn Simmons       | Dylan Groenewegen | Florian Vermeersch | Dries De Bondt   | Quinn Simmons      | Trek-Segafredo    | Toon Aerts       |
| 5           | Quinn Simmons       | Dylan Groenewegen | Florian Vermeersch | Dries De Bondt   | Quinn Simmons      | Trek-Segafredo    | Sean Quinn       |
| Eindstanden | Quinn Simmons       | Dylan Groenewegen | Florian Vermeersch | Dries De Bondt   | Quinn Simmons      | Trek-Segafredo    | niet uitgereikt  |

1996 · 1997 · 1998 · 1999 · 2000 · 2001 · 2002 · 2003 · 2004 · 2005 · 2006 · 2007 · 2008 · 2009 · 2010 · 2011 · 2012 · 2013 · 2014 · 2015 · 2016 · 2017 · 2018 · 2019 · 2020 · 2021 · 2022 · 2023 · 2024